# Elton (Vorname)
Elton ist ein aus dem Altenglischen stammender männlicher Vorname.

## Bekannte Namensträger
- Elton (* 1971, eigtl. Alexander Duszat), deutscher Fernsehmoderator
- Elton Brand (* 1979), US-amerikanischer Basketballspieler
- Elton Britt (1913–1972), US-amerikanischer Country-Musiker.
- Elton da Costa (* 1979), brasilianischer Fußballspieler und Fußballtrainer
- Elton Dean (1945–2006), britischer Jazzmusiker
- Elton Gallegly (* 1944), US-amerikanischer Politiker
- Elton Hayes (1915–2001), britischer Sänger und Schauspieler
- Elton John (* 1947, geboren als Reginald Kenneth Dwight), britischer Sänger, Komponist, Pianist
- Elton Julian (* 1974), US-amerikanischer Autorennfahrer und Rennstallbesitzer
- Elton Mayo (1880–1949), australischer Soziologe
- Elton Rasmussen (1936–1978), australischer Rugby-League-Spieler
- Elton Tsang (* 1980), chinesischer Unternehmer und Pokerspieler